# Horst Gärtner (Sportwissenschaftler)
Horst Gärtner (* 1926/1927; † 11. November 1992) war ein deutscher Sportwissenschaftler und Hochschullehrer.

## Leben
Gärtner schloss 1956 in Berlin seine Doktorarbeit zum Thema „Probleme der Erziehungsarbeit in Schülermannschaften unter besonderer Berücksichtigung der Grundsätze und Methoden der Kollektiverziehung“ ab. Mitte April 1959 wechselte er von Berlin nach Greifswald und wurde Direktor des Sportinstituts der Ernst-Moritz-Arndt-Universität Greifswald. Unter seiner Leitung wurde „Körpererziehung in der Unterstufe“ eines der wichtigsten sportwissenschaftlichen Forschungsgebiete am Greifswalder Sportinstitut. In den 1960er Jahren gehörte er zu den Verfassern der Werke „40 Turnstunden für die 3. und 4. Klasse“ und „Jugend im Sportdress (ein Handbuch für den Jugendleiter)“. 1965 wurde in Greifswald Gärtners Habilitation (Thema: „Untersuchungen über den Einfluss des täglichen sportlichen Übens auf die körperliche und sportliche Entwicklung von Kindern des ersten und zweiten Schuljahres“) angenommen, ab 1967 lehrte er als Professor der Sportwissenschaft. Gärtner hatte die Leitung des Greifswalder Sportinstituts zunächst bis 1968 inne. Ab 1969 war er Prodekan der Universität Greifswald sowie stellvertretender Vorsitzender des Wissenschaftlichen Rats für Körperkultur und Sport der DDR. Zwischen 1974 und 1985 war er abermals Leiter des Greifswalder Sportinstituts. 1979 wurden Gärtner und seine Greifswalder Kollegen vom Staatssekretariat für Körperkultur und Sport der DDR mit dem GutsMuths-Preis geehrt. 1980 und 1984 stellte er Ergebnisse der in Greifswald geleisteten sportwissenschaftlichen Forschung auf Weltkongressen der Sportwissenschaft vor.
Gärtners Hauptforschungsgebiet war der Schulsport, er befasste sich unter anderem mit Merkmalen des Kinder- und Jugendsports, dem „Beitrag des Schulsports zur Herausbildung der sozialistischen Lebensweise“ Sport für Mädchen und der Körpererziehung in der ganztägigen Bildung und Erziehung.
Im September 1989 wurde ihm der Titel „Verdienter Hochschullehrer der DDR“ verliehen.
Er starb am 11. November 1992 bei einem Verkehrsunfall. Gärtner wurde als „Nestor der Greifswalder Schulsportforschung“ bezeichnet.